# جو دالي (لاعب كرة قاعدة)
جو دالي (بالإنجليزية: Joe Daly)‏ هو لاعب كرة قاعدة أمريكي، ولد في 21 سبتمبر 1868 في Conshohocken, Pennsylvania ‏ في الولايات المتحدة، وتوفي في 21 مارس 1943 في فيلادلفيا في الولايات المتحدة.

## وصلات خارجية
- جو دالي على موقعبيزبول رفرنس.كوم (الدوري الرئيسي) (الإنجليزية)
- جو دالي على موقعبيزبول رفرنس.كوم (الدوري الثانوي) (الإنجليزية)